# Камов Микола Ілліч
Камов Микола Ілліч (рос. Камов Николай Ильич; 1 (14) вересня 1902, Іркутськ — 24 листопада 1973, Москва) — радянський авіаконструктор, творець вертольотів «Ка», доктор технічних наук (1962). Герой Соціалістичної Праці (1972). Лауреат Державної премії СРСР (1972).

## Життєпис
Народився 1 (14) вересня 1902 року в місті Іркутську в родині вчителя. Росіянин. Протягом 1905—1910 років мешкав з батьками на Північному Кавказі, потім повернувся до Іркутська. Ще учнем комерційного училища почав цікавитися авіацією й часто відвідував демонстраційні польоти відомих у той час пілотів. У 1918 році після закінчення комерційного училища приїхав до Томська, де вступив до Томського технологічного інституту. З 1918 по 1923 роки він навчався на механічному факультеті. Сидів за однією партою з відомим на той час російським льотчиком, Героєм Франції, що відзначився в битві під Верденом, Х. Н. Славоросовим. У 1923 році М. І. Камов з відзнакою закінчив ТТІ, увійшовши в історію ВНЗ як наймолодший студент, випускник і інженер.
Після закінчення інституту переїхав до Москви, де влаштувався слюсарем на авіаційний завод фірми «Юнкерс», згодом працював у майстернях «Добролету».
З 1928 року — конструктор конструкторського бюро морського літакобудування Д. П. Григоровича, де брав участь у розробці і випробуваннях літака-торпедоносця відкритого моря «ТОМ-1». У цей час Камова захопила ідея творення гвинтового літального апарата, тому у вільний час ним при підтримці «Тсоавіахіму» він у 1929 році створив перший в СРСР автожир КАСКР-1 «Червоний інженер».
У 1931 році призначений начальником конструкторської бригади автожирів у секції особливих конструкцій Центрального аерогідродинамічного інституту (ЦАГІ). У 1935 році під керівництвом М. І. Камова був створений бойовий автожир А-7, який використовувався під час німецько-радянської війни. У 1936 році бригада Камова переведена до КБ-3 при авіаційному заводі № 156. Спроектував автожир розвідки та коректування артилерійського вогню А-7, проте після його катастрофи під час випробувань був усунений від конструкторської роботи й звільнений з авіаційної промисловості. З 1937 року працював на гальмівному заводі імені Кагановича.
Влітку 1939 року повернувся на попередню роботу, займався серійним виробництвом автожирів А-7. У 1940 році з ініціативи М. І. Камова створюється перший в СРСР завод з виготовлення автожирів, а він стає його директором і головним конструктором. Восени 1941 року завод був евакуйований на Урал, де займався модернізацією бомбардувальників[яких?], що поставлялись за ленд-лізом.
Починаючи з 1945 року працює в ЦАГІ. У 1946 році отримує замовлення від ВМФ СРСР на створення одномісного гелікоптера Ка-8, який вперше був продемонстрований на авіапараді в Тушино у 1948 році. У жовтні того ж року Постановою Ради міністрів СРСР було створене дослідне конструкторське бюро ОКБ-2, а М. І. Камов призначений його головним конструктором.
Під керівництвом Камова були створені і Ка-30, глісер.
Помер 24 листопада 1973 року. Похований в Москві на Новодівічому цвинтарі (ділянка № 7).

## Нагороди
Указом Президії Верховної Ради СРСР від 13 вересня 1972 року за видатні заслуги в розвитку радянської авіації та в зв'язку з 70-річчям з дня народження, Камову Миколі Іллічу присвоєне звання Героя Соціалістичної Праці з врученням ордена Леніна і золотої медалі «Серп і Молот».
Нагороджений двома орденами Леніна (1962, 1972), двома орденами Трудового Червоного Прапора (1957, 1971), медалями.
Лауреат Державної премії СРСР (1972).